# Новый мир (фильм, 1982)
«Новый мир» (итал. Il Mondo Nuovo) — исторический фильм итальянского режиссёра Этторе Скола по роману французской писательницы Катрин Ригуа «Ночь в Варене, или Для французов нет ничего невозможного». Французское прокатное название — «Ночь в Варене» (La Nuit de Varennes).

## Сюжет
Париж, июнь 1791 года. Знаменитый писатель-вольнодумец Ретиф де ла Бретонн глубокой ночью замечает, как от королевского дворца отправляется таинственная карета. Заинтригованный Ретиф бросается в погоню. По пути к нему присоединяется стареющий обольститель женских сердец Джакомо Казанова. Как выясняется, карета пытается догнать другую, в которой сидят члены королевской семьи; они бегут к восточной границе. Так формируется странная компания: три писателя — Ретиф де ла Бретонн, Казанова и революционно настроенный американец Томас Пейн; фрейлина королевы; королевский парикмахер; буржуа-реакционер и его жена… Переодевание короля не помогло ему спасти свою жизнь. В ночь с 20 на 21 июня Людовик XVI и Мария-Антуанетта были арестованы в Варене. Заключительная сцена фильма, в которой фрейлина и парикмахер благоговейно встают на колени перед королевским нарядом, символизирует конец монархии и начало «нового мира».

## В ролях
- Жан-Луи Барро — Ретиф де ла Бретонн
- Марчелло Мастроянни — Джакомо Казанова
- Ханна Шигулла — графиня Софи де Лаборд
- Харви Кейтель — Томас Пейн
- Жан-Клод Бриали — мсье Жакоб
- Андреа Ферреоль — Аделаида Ганьон
- Жан-Луи Трентиньян — мсье Сос
- Мишель Пикколи — Людовик XVI
- Элеонора Хирт — Мария-Антуанетта